# Анджей Дембовський
Анджей Дембовський (*Andrzej Dembowski, між 1506 та 1510 — 1571) — державний діяч Речі Посполитої.

## Життєпис
Походив з польського шляхетського роду Дембовських гербу Єліта. Народився близько 1510 року. На початку 1530-х років стає королівським дворянином у почті польського короля Сигізмунда I. 1536 році стає хорунжим великим лещицьким. У 1544 році отримує староство грубешівське. 1549 року одружився з представницею заможного і впливового роду Лащ.
1557 року стає каштеляном лабачівським, а у 1558 році — Белзького замку. 1563 року призначається белзьким воєводою. На цій посаді перебував до самої смерті, що настала 1571 року. 1569 року видав доньку за Анджея Тенчинського. Того ж року брав участь у Люблінській унії, де підписав акт створення Речі Посполитої.

## Родина
Дружина — Агнешка, донька Лазаря Лаща, старости тишовецького
Діти:
- Софія (1549/1550—1588), дружина Анджея Тенчинського, воєводи краківського